# Edward Howard Lambert
Edward Howard Lambert (* 30. August 1915 in Minneapolis; † Juli 2003) war ein US-amerikanischer Arzt und Neurophysiologe aus Minnesota, der sich auf die Erforschung neuromuskulärer Erkrankungen spezialisierte. Er gilt als einer der Begründer der Elektroneuromyographie (ENMG) in den USA. 

## Leben
Er machte 1939 seinen MD-Abschluss an der Universität von Illinois und 1944 seinen Doktortitel in Physiologie. Den Großteil seiner beruflichen Laufbahn verbrachte er ab 1943 an der Mayo Clinic in Rochester, Minnesota.
Er war einer der Erfinder des Anti-g-Anzugs für Flugzeugpiloten. 1945 zögerte er nicht, an einem gefährlichen Experiment teilzunehmen, bei dem er nach einer Beschleunigung von 7 g in einer Douglas Dauntless A-24 das Bewusstsein verlor und damit den Beweis für die Nützlichkeit des Anti-g-Anzugs erbrachte.
1956 schlug ihm sein Kollege an der Mayo Clinic, Lee M. Eaton, vor, eine Studie über die Reflexe von Patienten mit Hypothyreose durchzuführen, woraufhin er sich für neuromuskuläre Erkrankungen im Allgemeinen und Myasthenia gravis im Besonderen interessierte. Im selben Jahr gelang es den beiden Ärzten in Zusammenarbeit mit E.D. Rooke, in einer Reihe von Myastheniepatienten eine Untergruppe zu identifizieren, bei der die wiederholte Hochfrequenzstimulation statt der erwarteten Erschöpfung eine Zunahme der motorischen Reaktion bewirkte. Alle Patienten litten an kleinzelligem Bronchialkrebs. Die Erkrankung ist seitdem als Lambert-Eaton-Rooke-Syndrom bekannt.